# هيروكي كانو
هيروكي كانو (باليابانية: 菅野宏紀؛ بالكانا: かんの ひろき) هو رسام رسوم متحركة ومخرج رسوم متحركة ياباني، ولد في 27 فبراير 1965 في اليابان.

## وصلات خارجية
- هيروكي كانو على موقع IMDb (الإنجليزية)
- هيروكي كانو على موقع قاعدة بيانات الفيلم (الإنجليزية)
- هيروكي كانو على موقع ANN person (الإنجليزية)